# كامبل كالدر
كامبل كالدر هو سياسي كندي، ولد في 6 نوفمبر 1910 في لندن في كندا، وتوفي بنفس المكان في 7 فبراير 1994. نشط حزبياً في الحزب الليبرالي في أونتاريو ‏. وقد انتخب عضو برلمان مقاطعة أونتاريو ‏.